# 2 Stupid Dogs
2 Stupid Dogs is een Amerikaanse tekenfilmserie van Donovan Cook, geproduceerd door Hanna-Barbera Cartoons.
Van 1993 tot 1995 werd de serie uitgezonden door TBS Superstation. Later werden herhalingen vertoond door Cartoon Network en Boomerang. De serie gaat over een kleine, drukke hond en een grote, trage hond die, zoals de titel al zegt, niet al te slim zijn.